# Пенхамо (муниципалитет)
Пе́нхамо (исп. Pénjamo) — муниципалитет в Мексике, штат Гуанахуато, с административным центром в одноимённом городе. Численность населения, по данным переписи 2010 года, составила 149 936 человек.

## Общие сведения
Название Pénjamo с языка тараско можно перевести как место кипарисов.
Площадь муниципалитета равна 1561 км², что составляет 5,1 % от общей площади штата, а наивысшая точка расположена в поселении Преситас-де-Рехиль и равна 2378 метра.
Он граничит с другими муниципалитетами штата Гуанахуато: на севере с Мануэль-Добладо и Куэрамаро, на востоке с Абасоло, а также граничит с другими штатами Мексики: на юге с Мичоаканом и на западе с Халиско.

## Учреждение и состав
Муниципалитет был образован в 1824 году, в его состав входит 503 населённых пункта, самые крупные из которых:
| Код INEGI | Населённый пункт                                                                      | Численность населения (2005 год) | Численность населения (2010 год) |
| --------- | ------------------------------------------------------------------------------------- | -------------------------------- | -------------------------------- |
| 023       | Всего                                                                                 | 138157                           | 149936                           |
| 0001      | Пенхамо (исп. Pénjamo) (административный центр)                                       | 35925                            | 40070                            |
| 0288      | Санта-Ана-Пакуэко (исп. Santa Ana Pacueco) 20°20′50″ с. ш. 102°00′57″ з. д.           | 9378                             | 10052                            |
| 0148      | Лагуна-Ларга-де-Кортес (исп. Laguna Larga de Cortés) 20°23′29″ с. ш. 101°56′24″ з. д. | 2702                             | 3040                             |
| 0210      | Эстасьон-Пенхамо (исп. Estación Pénjamo) 20°23′44″ с. ш. 101°41′34″ з. д.             | 2521                             | 2615                             |
| 0104      | Ла-Эстрелья (исп. La Estrella) 20°23′25″ с. ш. 101°55′19″ з. д.                       | 1980                             | 2389                             |
| 0093      | Чурипицео (исп. Churipitzeo) 20°24′39″ с. ш. 101°44′34″ з. д.                         | 1848                             | 2105                             |
| 0192      | Лос-Окотес (исп. Los Ocotes) 20°24′59″ с. ш. 101°57′39″ з. д.                         | 1726                             | 2011                             |
| 0031      | Ла-Калье (исп. La Calle) 20°17′06″ с. ш. 101°38′10″ з. д.                             | 1543                             | 1580                             |
| 0221      | Потрерос (исп. Potreros) 20°15′24″ с. ш. 101°39′29″ з. д.                             | 1458                             | 1547                             |

## Экономика
По статистическим данным 2000 года, работоспособное население занято по секторам экономики в следующих пропорциях: сельское хозяйство, скотоводство и рыбная ловля — 34,7 %, промышленность и строительство — 24,7 %, сфера обслуживания и туризма — 37,5 %, прочее — 3,1 %.

## Инфраструктура
По статистическим данным 2010 года, инфраструктура развита следующим образом:
- электрификация: 97,7 %;
- водоснабжение: 94,4 %;
- водоотведение: 82,6 %.

## Фотографии
- Центральный парк города
- Монумент Мигелю Идальго
- Река Уаскато